# William Control
William Control – amerykański zespół grający muzykę elektroniczną, który swoją działalność rozpoczął w 2008 roku, jako poboczny projekt wiLa Francisa – wokalisty zespołu Aiden. Założyciel podpisał kontrakt z Victory Records i wydał dwa albumy (Hate Culture i Noir) oraz EP (Novus Ordo Seclorum). Trzeci pełny album zatytułowany Silentium Amoris został wydany 2 kwietnia 2012 roku.

## Historia
Wil Francis założył zespół William Control, ponieważ chciał stworzyć muzykę, która różniłaby się od jego drugiego zespołu – Aiden. W 2008 roku zespół wydał debiutancki album Hate Culture, który – jak wiL Francis wyjaśnił w wywiadzie do magazynu „Kerrang!” – opowiada historię mężczyzny – Williama Controla – i jego ostatniej nocy na Ziemi, ponieważ chce popełnić samobójstwo. Album osiągnął najwyższy poziom na 12 miejscu „Billboard Electronic Albums” oraz na miejscu 43 „Heatseekers”. Do singla „Beautiful Loser” z debiutanckiej płyty, został nagrany teledysk.
Pod koniec 2008 roku William Control koncertował z Escape The Fate na ich trasie koncertowej „This War Is Ours”. W 2009 Wil Francis rozpoczął pracę nad nowym albumem William Control, zatytułowanym „Noir”, który został wydany 8 czerwca 2010. Piosenki nagrywał z przyjaciółmi z innych zespołów: New Years Day i Jeffree Star. Choć data wydania płyty nie była jeszcze znana, została zapowiedziana z utworem „Deathclub” (piosenka pierwotnie została wydana jako remix i nie można było usłyszeć jej w pierwotnej formie) wydanego przez Willa.
Magazyn „Alt Press” uznał (przez Victory Records), że album ukaże się 1 czerwca, jednak później Will oficjalnie przesunął datę premiery na 8 czerwca. Wkrótce powstał teledysk do pierwszego singla Noir: „I'm Only Human Sometimes”, który wyciekł do Internetu 3 tygodnie przed premierą albumu.
13 lipca wydał ścieżkę „Eleonora” (napisany przez Edgara Allana Poe) w iTunes. Później ogłoszony został „The Tell Tale Heart” na 13 września, „The Oval Portrait” – 15 października, a „The Raven” na 30 października. Tekst do każdego napisał Edgar Allan Poe.
29 listopada 2011 roku William Control ogłosił, poprzez swoją osobistą stronę internetową, iż ukaże się nowy 5-ścieżkowy EP pod tytułem Novus Ordo Seclorum (EP). Tego samego dnia wydał nową książkę „Prose and Poems”.
26 stycznia 2012 roku na portalu Facebook zapowiedziany został tytuł trzeciego albumu pełnometrażowego Silentium Amoris, który ukazał się 2 kwietnia 2012 roku. Teledysk do pierwszego singla Silentium Amoris – „Kiss Me Judas”, został wydany 26 czerwca 2012 za pośrednictwem serwisu You Tube.
15 maja 2012 roku William ogłosił na swojej stronie na Facebooku, że w 2012 roku odbędzie się tournée w Stanach Zjednoczonych.

## Członkowie zespołu
Główny członek:
- wiL Francis – wokal prowadzący, pianino, keyboard, syntezator, programowanie

Współpracownicy:
- Nick Wiggins – gitara basowa, wokal wspierający
- Kenneth Fletcher – gitara
- Keef West – bębny, perkusja

## Dyskografia

### Albumy studyjne
- Hate Culture (2008)
- Noir (2010)
- Silentium Amoris (2012)
- Skeleton Strings (2013)
- The Neuromancer (2014)
- Revelations (2018)

### EPki
- Novus Ordo Seclorum (2011)
- Revelations: The Pale EP (2016)
- Revelations: The Black EP (2017)
- Revelations: The Red EP (2017)
- Revelations: The White EP (2017)

### Albumy akustyczne
- Skeleton Strings (2013)
- Skeleton Strings 2 (2014)

### Album zremiksowany
- Remix (2014)

### Albumy koncertowe
- Live in London Town (2012)
- Babylon (2014)

### Single
- „Beautiful Loser” (2008)
- „I'm Only Human Sometimes” (2010)
- „Kiss Me Judas” (2012)
- „Revelator” (2014)
- „Price We Pay” (2014)
- „The Monster” (2016)
- „Confess” (2016)
- „When The Love Is Pain” (2016)
- „Mother Superior” (2017)
- „Analog Flesh In A Digital World” (2017)
- „Knife Play” (2017)
- „All I Need” (2017)
- „Let Her Go” (2017)
- „Ghost” (2017)

### Wideoklipy
- „Beautiful Loser” (2008)
- „Deathclub” (2009)
- „I'm Only Human Sometimes” (2010)
- „Kiss Me Judas” (2012)
- „Speak To Me Of Abduction” (2012)
- „The Velvet Warms And Binds” (2013)
- „New World Order”[9] (2013)
- „Revelator” (2014)
- „Price We Pay” (2014)
- „Illuminator” (2014)
- „The Monster” (2016)
- „Confess” (2016)
- „When the Love Is Pain” (2016)
- „Mother Superior” (2017)
- „Analog Flesh in a Digital World” (2017)
- „Knife Play” (2017)
- „All I Need” (2017)
- „Let Her Go” (2017)
- „Ghost” (2017)

### Utwory na ścieżkach dźwiękowych
- Piła V (2008) – „Strangers”
- Underworld: Bunt lykanów (2009) – „Deathclub” (feat. Matt Skiba) (Wes Borland/Renholdër Remix)
- Underworld: Przebudzenie (2012) – „The Posthumous Letter”